# (523680) 2013 YJ151
(523680) 2013 YJ151 est un objet transneptunien d'un diamètre est estimé à 372 km, ce qui pourrait le qualifier comme candidat au statut de planète naine.